# Marcasită

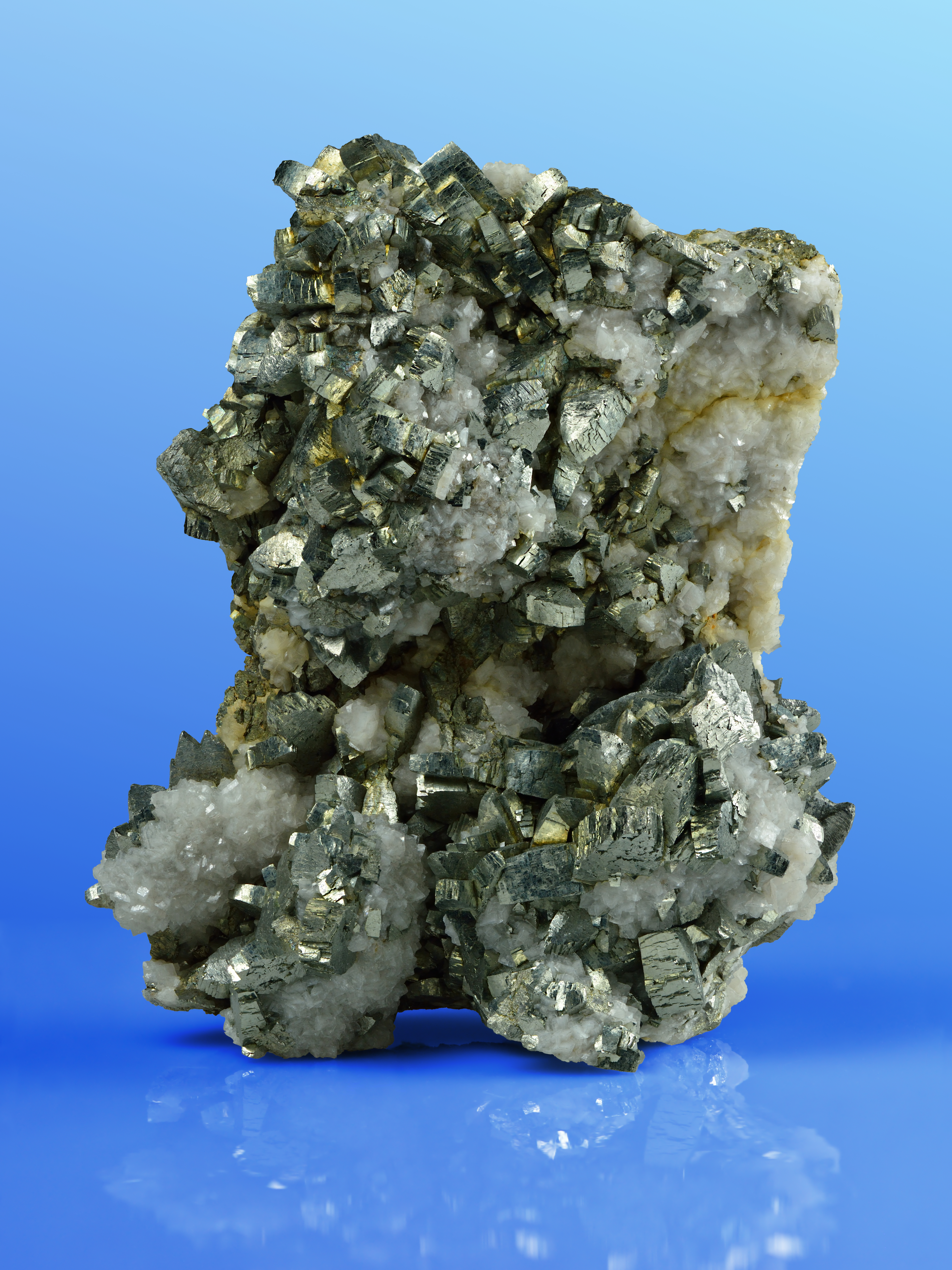
Marcasită

Marcasita este un mineral răspândit în natură face parte din categoria sulfurilor, având raportul sulf, metal de 1:1. Cristalizează în sistemul ortorombic, cu formula chimică FeS2, apare mai frecvent sub formă rombica sau cristale prismatice, piramidale, dar și sub formă de concrețiuni radiale sau ca agregate. Culoarea diferită de la alb, galben până la cenușiu negru este definită de conținutul în alte metale. Cristalele idiomorfe apar sub forme tabulare, până la prisme scurte, frecvent apar și forme de cristale gemene sub formă lanceolată sau pieptene, pseudomorfoza este de asemenea frecventă între marcasită și pirotină. Din punct de vedere chimic marcasita este mai puțin stabilă ca și pirita cu care se poate confunda ușor. Marcasita se poate descompune în decurs de câțiva ani cu eliberare de acid sulfuric și miros de sulf. Din „grupa marcasitelor” fac parte:  Anduoit, Ferroselit, Frohbergit, Hastit, Iridarsenit, Kullerudit, Mattagamit și Omeiit.
Marcasita are aceeași formulă chimică cu Pirita dar se deosebește prin structura cristalină, pirita cristalizându-se în cuburi.

## Istoric
Din punct de vedere etimologic, termenul marcasită provine din limba arabă, respectiv limba maură „marqâshîtha” = „amnar, cremene” denumire care ar fi datorată culorii de bronz a mineralului cu luciu metalic și faptului că prin lovire cu o bucată de cremene sau oțel produce scântei. Marcasita a primit mai multe denumiri, mai demult n-a fost deosebită de pirită. Deja în perioada epocii de piatră, marcasita a fost utilizată asemenea piritei la aprinderea focului. Abia la mijlocul secolului al XIX-lea s-a observat că pirita și marcasita sunt minerale diferite.

## Varietăți
Mineralul este polimorf (apare sub forme diferite), fiind asemăntor ca aspect piritei, având însă o structură cristalină diferită, la o temperatură de peste 400 °C marcasita se transformă în pirită.

## Formare și răspândire
În procesul hidrotermal de formare, marcasita ia naștere la o temperatură mai scăzută ca și pirita, de aceea se poate întâlni în scoarța pământului mai aproape de suprafață, fiind frecvent întâlnit frecvent întâlnit în zăcămintele de cărbuni, straturile de argilă, cretă asociat cu fosile de natură animală sau vegetală. Supus acțiunii intemperiilor marcasita se descompune mai ușor decât pirita, în acest proces de descompunere trece prin mai multe faze intermediare, ca de pildă se transformă prin oxidare în limonit (FeO·OH) cu eliberare de acid sulfuric.
Marcasita este întâlnită asociată cu Calcita, Dolomita, Fluoritul, Galenitul, Pirita, Pirrhotina și Sphalerita. Cantități mai importante de marcasită se pot întâlni în  Llallagua în Bolivia; Essen, Freiberg și Wiesloch in Germania; Champagne în Franța; Chiuzbaia în România; Reocin/Santander în Spania; Vintířov în Cehia; sowie Joplin/Missouri, Galena și Sparta/Illinois în USA.

## Utilizare

### Ca materie primă
În zăcămintele hidrotermale se exploatează marcasita în cantități mai mari, mineralul fiind utilizat pentru obținerea acidului sulfuric.

### Ca bijuterie
Mineralul șlefuit este folosit ca piatră semiprețioasă, care însă se descompune încet fiind mai puțin stabilă ca pirita. Acidul sulfuric eliberat prin descompunere produce arsuri prin contact direct cu pielea.